# 恐羅漢スキー場
恐羅漢スキー場（おそらかんスキーじょう）は、広島県山県郡安芸太田町横川にあり、恐羅漢山の東斜面に造成されたスキー場である。2011年の冬以降は恐羅漢スノーパークという名称で営業している。

## 概要
恐羅漢スキー場は三段峡観光、国設恐羅漢山スキー場は三段峡ホテルにより運営されていたが、いずれも経営不振に陥ったため、2011年12月に安芸太田町住民の有志による新会社が事業を引き継ぎ、これらのスキー場を一本化して恐羅漢スノーパークとして営業を開始した。

## コース
8本のリフトにより、11本のコースが設定されている。
ブナ坂ゲレンデ
SAJ公認の競技コースで、シーズン中には各種競技大会が開催される。全長1500ｍ、最大斜度35°、平均斜度17°と設定されている。下部はリフトに沿った「ブナ坂第1コース」で初心者・中級者向けとされている。上部はリフト沿いの上級者向けコース「ブナ坂第2コース」のほか、このコースを迂回する中級者向けの「林間コース」が設定されている。
ヒエ畑ゲレンデ
恐羅漢を代表するコースとされており、全長1400ｍ、最大斜度38°平均斜度19°で、連続して1000mのコブ斜面も設定されている。また、最大斜度38°のチャレンジコースも設定されている。下部は初心者・中級者向けの「ヒエ畑第1コース」、上部は上級者向けの「ヒエ畑第2コース」とされている。
立山ゲレンデ
全長1500ｍ、最大斜度30°、平均斜度12°で、上部の第2ペアリフト付近は急斜面で、中・上級者向きの「立山尾根コース」と「立山谷コース」が設定され、下部の第1ペアリフト付近は、初心者、中級者向けの「二軒小屋コース」と「古屋敷コース」が設定されている。このほかに、かやばたゲレンデ方面に下りる中級者向けの「堀割コース」と「立山平コース」が設定されている。
かやばたゲレンデ
最も北側に位置し全長1,200m、平均斜度18°と設定されている。上部の「砥石郷コース」と「夏焼コース」は最大斜度38°でコブ斜面が続く、エキスパートコースとされる。2014-2015シーズンより、新コース「トレッキングコース」が新設された。下部の「牛小屋コース」と「エコロジーコース」は変化に富んだ中斜面で、初級者、中級者向けとされている。
ファミリー広場
レストハウス前に位置し、子供向けの遊具が設置されている。

## アクセス
- 中国自動車道 戸河内ICから国道191号・大規模林道経由で32km（全線2車線）
- 中国自動車道 戸河内ICから国道191号・内黒峠道経由で16km（迂回路）
- 広島駅新幹線口より広交観光スキーバスで2時間。
- 山陽本線・可部線 横川駅前より広交観光スキーバスで1時間45分。
- アストラムライン 古市駅より広交観光スキーバスで1時間30分。